# Bilan saison par saison des Alouettes de Montréal
Pour un article plus général, voir Alouettes de Montréal.
Les Alouettes de Montréal ont été fondés en 1946. Au terme de la saison 2024, ils ont disputé 69 saisons, remporté la première place de leur division dix-neuf fois, atteint la finale de la coupe Grey dix-neuf fois, et l'ont remportée à huit reprises.
|                                    | Division       | M.J.           | Vic.           | Déf.           | Nuls           | P.P.           | P.C.           | Pts            | Pos.           | Éliminatoires |
| Alouettes de Montréal              |                |                |                |                |                |                |                |                |                | |
| 1946                               | IRFU           | 12             | 7              | 3              | 2              | 211            | 118            | 16             | 1/4            | Finale de l'IRFU: Toronto 12, Montréal 6 |
| 1947                               | IRFU           | 12             | 6              | 6              | 0              | 164            | 164            | 12             | 3/4            | Non qualifiés |
| 1948                               | IRFU           | 12             | 7              | 5              | 0              | 221            | 172            | 14             | 2/4            | Finale de l'IRFU (2 parties au total des points): Ottawa 34, Montréal 28                                                                                        |
| 1949                               | IRFU           | 12             | 8              | 4              | 0              | 295            | 204            | 16             | 2/4            | Finale de l'IRFU (2 parties au total des points): Montréal 36, Ottawa 20 Finale de l'Est: Montréal 40, Tigers de Hamilton 0 Coupe Grey: Montréal 28, Calgary 15 |
| 1950                               | IRFU           | 12             | 6              | 6              | 0              | 192            | 261            | 12             | 3/4            | Non qualifiés |
| 1951                               | IRFU           | 12             | 3              | 9              | 0              | 146            | 286            | 6              | 4/4            | Non qualifiés |
| 1952                               | IRFU           | 12             | 2              | 10             | 0              | 136            | 278            | 4              | 4/4            | Non qualifiés |
| 1953                               | IRFU           | 12             | 8              | 6              | 0              | 292            | 229            | 16             | 1/4            | Finale de l'IRFU (2 parties au total des points): Hamilton 59, Montréal 23                                                                                      |
| 1954                               | IRFU           | 14             | 11             | 3              | 0              | 341            | 148            | 22             | 1/4            | Finale de l'IRFU (2 parties au total des points): Montréal 38, Hamilton 28 Coupe Grey: Edmonton 26, Montréal 25                                                 |
| 1955                               | IRFU           | 12             | 9              | 3              | 0              | 388            | 214            | 18             | 1/4            | Finale de l'IRFU: Montréal 38, Toronto 36 Coupe Grey: Edmonton 34, Montréal 19                                                                                  |
| 1956                               | IRFU           | 14             | 10             | 4              | 0              | 478            | 361            | 20             | 1/4            | Finale de l'IRFU (2 parties au total des points): Montréal 78, Hamilton 62 Coupe Grey: Edmonton 50, Montréal 27                                                 |
| 1957                               | IRFU           | 14             | 6              | 8              | 0              | 287            | 301            | 12             | 3/4            | Demi-finale de l'IRFU: Montréal 24, Ottawa 15 Finale de l'IRFU (2 parties au total des points): Hamilton 56, Montréal 11                                        |
| 1958                               | IRFU           | 14             | 7              | 6              | 1              | 265            | 269            | 15             | 2/4            | Demi-finale de l'IRFU: Ottawa 26, Montréal 12 |
| 1959                               | IRFU           | 14             | 6              | 8              | 0              | 193            | 205            | 12             | 3/4            | Demi-finale de l'IRFU: Ottawa 43, Montréal 0 |
| 1960                               | Est            | 14             | 5              | 9              | 0              | 340            | 456            | 10             | 3/4            | Demi-finale de l'Est: Ottawa 30, Montréal 14 |
| 1961                               | Est            | 14             | 4              | 9              | 1              | 213            | 225            | 9              | 4/4            | Non qualifiés |
| 1962                               | Est            | 14             | 4              | 7              | 3              | 308            | 309            | 11             | 3/4            | Demi-finale de l'Est: Montréal 18, Ottawa 17 Finale de l'Est (deux parties au total des points): Hamilton 58, Montréal 38                                       |
| 1963                               | Est            | 14             | 6              | 8              | 0              | 277            | 297            | 12             | 3/4            | Demi-finale de l'Est: Ottawa 17, Montréal 5 |
| 1964                               | Est            | 14             | 6              | 8              | 0              | 192            | 264            | 12             | 3/4            | Demi-finale de l'Est: Ottawa 27, Montréal 0 |
| 1965                               | Est            | 14             | 5              | 9              | 0              | 183            | 215            | 10             | 3/4            | Demi-finale de l'Est: Ottawa 36, Montréal 7 |
| 1966                               | Est            | 14             | 7              | 7              | 0              | 156            | 215            | 14             | 3/4            | Demi-finale de l'Est: Hamilton 24, Montréal 14 |
| 1967                               | Est            | 14             | 2              | 12             | 0              | 166            | 302            | 4              | 4/4            | Non qualifiés |
| 1968                               | Est            | 14             | 3              | 9              | 2              | 234            | 327            | 8              | 4/4            | Non qualifiés |
| 1969                               | Est            | 14             | 2              | 10             | 2              | 304            | 395            | 6              | 4/4            | Non qualifiés |
| Alouettes de Montréal              |                |                |                |                |                |                |                |                |                | |
| 1970                               | Est            | 14             | 7              | 6              | 1              | 246            | 279            | 15             | 3/4            | Demi-finale de l'Est: Montréal 16, Toronto 7 Finale de l'Est (2 parties au total des points): Montréal 43, Hamilton 26 Coupe Grey: Montréal 23, Calgary 10      |
| 1971                               | Est            | 14             | 6              | 8              | 0              | 226            | 248            | 12             | 4/4            | Non qualifiés |
| 1972                               | Est            | 14             | 4              | 10             | 0              | 246            | 353            | 8              | 3/4            | Demi-finale de l'Est: Ottawa 14, Montréal 11 |
| 1973                               | Est            | 14             | 7              | 6              | 1              | 273            | 238            | 15             | 3/4            | Demi-finale de l'Est: Montréal 32, Toronto 10 Finale de l'Est: Ottawa 23, Montréal 14                                                                           |
| Alouettes de Montréal              |                |                |                |                |                |                |                |                |                | |
| 1974                               | Est            | 16             | 9              | 5              | 2              | 339            | 271            | 20             | 1/4            | Finale de l'Est: Montréal 14, Ottawa 4 Coupe Grey: Montréal 20, Edmonton 7                                                                                      |
| 1975                               | Est            | 16             | 9              | 7              | 0              | 353            | 345            | 18             | 2/4            | Demi-finale de l'Est: Montréal 35, Hamilton 12 Finale de l'Est: Montréal 20, Ottawa 10 Coupe Grey: Edmonton 9, Montréal 8                                       |
| 1976                               | Est            | 16             | 7              | 8              | 1              | 305            | 273            | 15             | 3/4            | Demi-finale de l'Est: Hamilton 23, Montréal 0 |
| 1977                               | Est            | 16             | 11             | 5              | 0              | 311            | 245            | 22             | 1/4            | Finale de l'Est: Montréal 21, Ottawa 18 Coupe Grey: Montréal 41, Edmonton 6                                                                                     |
| 1978                               | Est            | 16             | 8              | 7              | 1              | 331            | 295            | 17             | 2/4            | Demi-finale de l'Est: Montréal 35, Hamilton 20 Finale de l'Est: Montréal 21, Ottawa 16 Coupe Grey: Edmonton 20, Montréal 13                                     |
| 1979                               | Est            | 16             | 11             | 4              | 1              | 351            | 284            | 23             | 1/4            | Finale de l'Est: Montréal 17, Ottawa 6 Coupe Grey: Edmonton 17, Montréal 9                                                                                      |
| 1980                               | Est            | 16             | 8              | 8              | 0              | 356            | 375            | 16             | 2/4            | Demi-finale de l'Est: Montréal 25, Ottawa 21 Finale de l'Est: Hamilton 24, Montréal 13                                                                          |
| 1981                               | Est            | 16             | 3              | 13             | 0              | 267            | 518            | 6              | 3/4            | Demi-finale de l'Est: Ottawa 20, Montréal 16 |
| Concordes de Montréal              |                |                |                |                |                |                |                |                |                | |
| 1982                               | Est            | 16             | 2              | 14             | 0              | 267            | 502            | 4              | 4/4            | Non qualifiés |
| 1983                               | Est            | 16             | 5              | 10             | 1              | 367            | 447            | 11             | 4/4            | Non qualifiés |
| 1984                               | Est            | 16             | 6              | 9              | 1              | 386            | 404            | 13             | 3/4            | Demi-finale de l'Est: Hamilton 17, Montréal 11 |
| 1985                               | Est            | 16             | 8              | 8              | 0              | 284            | 332            | 13             | 3/4            | Demi-finale de l'Est: Montréal 30, Ottawa 20 Finale de l'Est: Hamilton 50, Montréal 26                                                                          |
| Alouettes de Montréal              |                |                |                |                |                |                |                |                |                | |
| 1986                               | Est            | 16             | 4              | 14             | 0              | 320            | 500            | 8              | 3/4            | Non qualifiés |
| 1987-1995 L'équipe n'existait plus |                |                |                |                |                |                |                |                |                | |
| Alouettes de Montréal              |                |                |                |                |                |                |                |                |                | |
| 1996                               | Est            | 18             | 12             | 6              | 0              | 534            | 469            | 24             | 2/4            | Demi-finale de l'Est: Montréal 22, Hamilton 11 Finale de l'Est: Toronto 43, Montréal 7                                                                          |
| 1997                               | Est            | 18             | 13             | 5              | 0              | 509            | 532            | 26             | 2/4            | Demi-finale: Montréal 45, Colombie-Britannique 35 Finale de l'Est: Toronto 37, Montréal 30                                                                      |
| 1998                               | Est            | 18             | 12             | 5              | 1              | 470            | 435            | 25             | 2/4            | Demi-finale de l'Est: Montréal 41, Toronto 28 Finale de l'Est: Hamilton 22, Montréal 20                                                                         |
| 1999                               | Est            | 18             | 12             | 6              | 0              | 495            | 395            | 24             | 1/4            | Finale de l'Est: Hamilton 27, Montréal 26 |
| 2000                               | Est            | 18             | 12             | 6              | 0              | 594            | 379            | 24             | 1/4            | Finale de l'Est: Montréal 35, Winnipeg 24 Coupe Grey: Colombie-Britannique 28, Montréal 26                                                                      |
| 2001                               | Est            | 18             | 9              | 9              | 0              | 454            | 419            | 18             | 3/4            | Demi-finale de l'Est: Hamilton 24, Montréal 12 |
| 2002                               | Est            | 18             | 13             | 5              | 0              | 577            | 408            | 27             | 1/4            | Finale de l'Est: Montréal 35, Toronto 18 Coupe Grey: Montréal 25, Edmonton 16                                                                                   |
| 2003                               | Est            | 18             | 13             | 5              | 0              | 562            | 409            | 26             | 1/4            | Finale de l'Est: Montréal 30, Toronto 26 Coupe Grey: Edmonton 34, Montréal 22                                                                                   |
| 2004                               | Est            | 18             | 14             | 4              | 0              | 584            | 371            | 28             | 1/4            | Finale de l'Est: Toronto 26, Montréal 18 |
| 2005                               | Est            | 18             | 10             | 8              | 0              | 592            | 519            | 20             | 2/4            | Demi-finale: Montréal 30, Saskatchewan 14 Finale de l'Est: Montréal 33, Toronto 17 Coupe Grey: Edmonton 38, Montréal 35                                         |
| 2006                               | Est            | 18             | 10             | 8              | 0              | 451            | 431            | 20             | 1/4            | Finale de l'Est: Montréal 33, Toronto 24 Coupe Grey: Colombie-Britannique 25, Montréal 14                                                                       |
| 2007                               | Est            | 18             | 8              | 10             | 0              | 408            | 433            | 16             | 3/4            | Demi-finale de l'Est: Winnipeg 24, Montréal 22 |
| 2008                               | Est            | 18             | 11             | 7              | 0              | 610            | 443            | 22             | 1/4            | Finale de l'Est: Montréal 36, Edmonton 26 Coupe Grey: Calgary 22, Montréal 14                                                                                   |
| 2009                               | Est            | 18             | 15             | 3              | 0              | 600            | 324            | 30             | 1/4            | Finale de l'Est: Montréal 56, Colombie-Britannique 18 Coupe Grey: Montréal 28, Saskatchewan 27                                                                  |
| 2010                               | Est            | 18             | 12             | 6              | 0              | 521            | 475            | 24             | 1/4            | Finale de l'Est: Montréal 48, Toronto 17 Coupe Grey: Montréal 21, Saskatchewan 18                                                                               |
| 2011                               | Est            | 18             | 10             | 8              | 0              | 515            | 468            | 20             | 2/4            | Demi-finale de l'Est: Hamilton 52, Montréal 44 |
| 2012                               | Est            | 18             | 11             | 7              | 0              | 478            | 489            | 22             | 1/4            | Finale de l'Est: Toronto 27, Montréal 20 |
| 2013                               | Est            | 18             | 8              | 10             | 0              | 459            | 471            | 16             | 3/4            | Demi-finale de l'Est: Hamilton 19, Montréal 16 (en prolongation)                                                                                                |
| 2014                               | Est            | 18             | 9              | 9              | 0              | 360            | 394            | 18             | 2/4            | Demi-finale de l'Est: Montréal 50, Colombie-Britannique 17 Finale de l'Est: Hamilton 40, Montréal 24                                                            |
| 2015                               | Est            | 18             | 6              | 12             | 0              | 388            | 402            | 12             | 4/4            | Non qualifiés |
| 2016                               | Est            | 18             | 7              | 11             | 0              | 383            | 415            | 14             | 3/4            | Non qualifiés |
| 2017                               | Est            | 18             | 3              | 15             | 0              | 314            | 580            | 6              | 4/4            | Non qualifiés |
| 2018                               | Est            | 18             | 5              | 13             | 0              | 345            | 512            | 10             | 3/4            | Non qualifiés |
| Alouettes de Montréal              |                |                |                |                |                |                |                |                |                | |
| 2019                               | Est            | 18             | 10             | 8              | 0              | 513            | 456            | 20             | 2/4            | Demi-finale de l'Est: Hamilton 37, Montréal 29 |
| 2020                               | Saison annulée | Saison annulée | Saison annulée | Saison annulée | Saison annulée | Saison annulée | Saison annulée | Saison annulée | Saison annulée | Saison annulée |
| 2021                               | Est            | 14             | 7              | 7              | 0              | 346            | 305            | 14             | 3/4            | Demi-finale de l'Est: Hamilton 23, Montréal 12 |
| 2022                               | Est            | 18             | 9              | 9              | 0              | 476            | 466            | 18             | 2/4            | Demi-finale de l'Est: Montréal 28, Hamilton 17 Finale de l'Est: Toronto 34, Montréal 27                                                                         |
| 2023                               | Est            | 18             | 11             | 7              | 0              | 442            | 392            | 22             | 2/4            | Demi-finale de l'Est: Montréal 27, Hamilton 12 Finale de l'Est: Montréal 38, Toronto 17 Coupe Grey: Montréal 28, Winnipeg 24                                    |
| 2024                               | Est            | 18             | 12             | 5              | 1              | 455            | 404            | 25             | 1/4            | Demi-finale de l'Est: Montréal 27, Hamilton 12 Finale de l'Est: Toronto 30, Montréal 28                                                                         |